# Скаржинский, Пётр Михайлович
Пётр Михайлович Скаржинский (1741 — 1805, с. Трикраты, Ольвиопольский уезд, Херсонская губерния, Российская империя) — русский военачальник и государственный деятель, генерал-майор, георгиевский кавалер (1788; за боевое отличие).

## Происхождение
Происходил из польского шляхетского (дворянского) рода Скаржинских. Сын Антония-Александра Скаржинского, который в 1733 году перешёл из католичества в православие, приняв при крещении имя Михаил. Михаил Скаржинский поступил на русскую службу, служил сотником в Лубенском полку, владел имением в окрестностях Полтавы.
Михаил (Антоний-Александр) Скаржинский имел сыновей, в том числе Петра Михайловича и Ивана Михайловича (1749—1806 (?)), который служил сотником в том же Лубенском полку, что и отец; в дальнейшем был бунчуковым товарищем (1780) и Золотоношским уездным предводителем дворянства.

## Биография
Пётр Михайлович Скаржинский родился около 1741 года. Служил офицером в Сибирском карабинерном и Таганрогском драгунском полках. Принимал участие в Русско-турецкой войне 1768—1774 годов. В 1786 году был назначен командиром только что сформированного 2-го бугского казачьего полка (первого формирования). Когда спустя два года (1788), указом Г. А. Потёмкина, два бугских казачьих полка были сведены в один, командиром полка остался Скаржинский. 
В этой должности принимал участие в Русско-турецкой войне 1787—1791 годов. При штурме Очакова Скаржинский одним из первых поднялся на валы крепости, отличился мужеством, был ранен. За отвагу, проявленную в этот день, был награждён орденом Святого Георгия IV степени (14 апреля 1789 года; на момент награждения орденом имел чин полковника).
В 1790 году был назначен наказным атаманом Астраханского казачьего войска. Предположительно участвовал в штурме Измаила в декабре того же года, неясно, в новой или в прежней должности. 
В 1792—1796 годах занимал должность, по разным данным, губернатора Кавказской или Астраханской области в составе Кавказского (Астраханского) наместничества или правителя наместничества (при этом, кавказским и астраханским генерал-губернатором был И. В. Гудович). 
В 1793 году за «военные заслуги и порядок в наместничестве» генерал-майор П. М. Скаржинский был награждён орденом Святого Владимира II степени.
В конце 1796 года Кавказское наместничество было преобразовано Павлом I в Астраханскую губернию и Скаржинский потерял свой пост и вышел в отставку. 
Скончался в 1805 году в своей усадьбе Трикраты и был похоронен на местном церковном кладбище.

## Семья и собственность
Был женат на православной дворянке молдавского происхождения Ульяне Григорьевне Булацель (1767—1813). В этом браке родились одна дочь и двое сыновей, из которых Виктор Петрович Скаржинский (1787—1861) стал камергером, херсонским губернским предводителем дворянства и командиром эскадрона Скаржинского, сформированного им на собственные средства в ходе Отечественной войны 1812 года. 
Пётр Скаржинский был крупным землевладельцем. Еще в 1770-е годы Екатерина II пожаловала ему 655 гектар земли, на которой была основа деревня Скаржинка (Трикраты). В 1776 году купил у генерала П. А. Текели село Мигия и ещё 600 (по другим данным, 6 000) гектар земли. Эти владения Скаржинский ещё более увеличил благодаря приданному жены и различным тяжбам. Так, он вытребовал себе через Межевую экспедицию (учреждение) Первого департамента Сената почти 550 гектар земли «под насаждение леса», а под «строительство мельницы» — ещё 131 гектар (!). Все эти владения располагались на только что присоединённых и слабо освоенных землях между Днепром и Южным Бугом (на территории современной Николаевской области), и поместья желающим осваивать эти земли раздавались в те дни очень щедро. В дальнейшем основал на своих землях ещё деревню Малая Скаржинка (Николаевка). В Трикратах на свои средства построил церковь, тем самым превратив Трикраты в село, и отличавшийся богатством господский дом. Имелась при Скаржинском деревянная церковь и в селе Мигия, но, возможно, она была построена ранее. Только у Текели вместе с землёй купил 480 крепостных, общее их количество было больше.

## Память
Именем Петра Скаржинского названа улица в Николаеве.